# Maluco
Maluco är en ort i Mexiko.   Den ligger i kommunen San Juan Guichicovi och delstaten Oaxaca, i den sydöstra delen av landet, 500 km sydost om huvudstaden Mexico City. Maluco ligger 114 meter över havet och antalet invånare är 494.
Terrängen runt Maluco är platt åt nordost, men åt sydväst är den kuperad. Runt Maluco är det ganska glesbefolkat, med 28 invånare per kvadratkilometer. Närmaste större samhälle är Matías Romero, 13,3 km söder om Maluco. Omgivningarna runt Maluco är en mosaik av jordbruksmark och naturlig växtlighet.